# Niki Lauda
Andreas Nikolaus Lauda, detto Niki (Vienna, 22 febbraio 1949 – Zurigo, 20 maggio 2019), è stato un pilota automobilistico, imprenditore e dirigente sportivo austriaco.
Tre volte campione del mondo di Formula 1 (nel 1975 e 1977 con la Ferrari e nel 1984 con la McLaren), come imprenditore ha fondato e diretto tre compagnie aeree, la Lauda Air, la Fly Niki e la Laudamotion; come dirigente sportivo, dopo essere stato consulente per Ferrari e avere diretto per due stagioni la Jaguar, dal 2012 fino alla sua morte ha ricoperto la carica di presidente non esecutivo della Mercedes.
Considerato uno dei migliori piloti della storia, era soprannominato Il computer per via della sua freddezza al volante. Ha preso il via in 171 Gran Premi, vincendone 25, segnando 24 pole position e altrettanti giri veloci. Ha avuto una carriera sportiva di grande livello guidando per March, BRM, Ferrari, Brabham e, dopo un primo ritiro e un successivo ritorno alle corse, McLaren. Nel 1976, sul circuito del Nürburgring Nordschleife, ebbe un grave incidente che lo lasciò parzialmente sfigurato in viso; da ciò l'abitudine di indossare un berretto rosso, un accessorio presto divenuto un simbolo nella sua immagine pubblica.

## Biografia

### Gli inizi

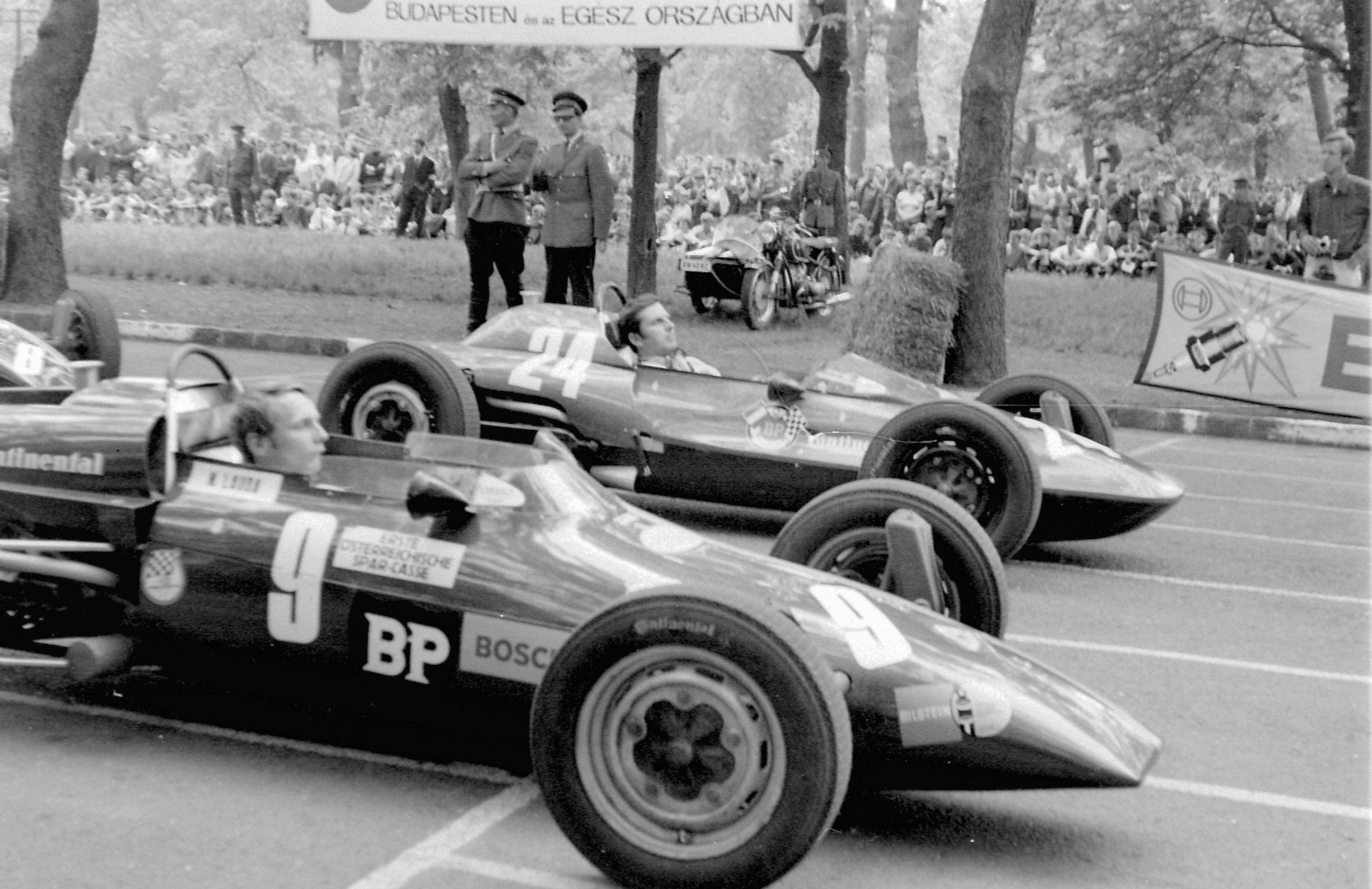
Un giovane Lauda (in primo piano) in gara a Budapest nel 1969

Nato da una ricca famiglia di banchieri viennesi, Lauda si interessò all'automobilismo fin da giovane. I suoi genitori, Ernst-Peter e Elisabeth Lauda, però, non intendevano supportarlo, in quanto ritenevano che ciò li avrebbe screditati agli occhi dell'alta società. Nel 1968 decise di abbandonare gli studi universitari e, dopo aver preso in prestito del denaro da alcune banche del Paese, comprò la sua prima vettura per prendere parte a competizioni automobilistiche. Partecipò quindi al campionato di Formula Vee e successivamente passò alla Formula 3. La sua carriera, però, sembrava essere ormai a un punto morto, quando, grazie a un altro grosso prestito bancario, garantito anche da una polizza di assicurazione sulla vita, riuscì a garantirsi un posto presso il team March in Formula 2.
Debuttò nella seconda formula nel 1971 al Trofeo Jim Clark, che si disputava all'Hockenheimring, al volante di una March 712M Ford. Anche in virtù del fatto che la stella del team March era lo svedese Ronnie Peterson, in pochi nel 1971 si accorsero dell'austriaco. Robin Herd (DT della scuderia March), in un'intervista rilasciata nel 1980 e pubblicata nel libro Formula 2, fucina di campioni, ricordò che quando gli fu presentato Lauda pensò che non avesse l'aspetto di un pilota e di conseguenza che non potesse essere uno veloce.
Dalle parole di Herd: «Andammo a Thruxton per dei test. Girò per primo Lauda: gli feci fare una decina di giri, chiedendogli di spremere più che poteva l'auto, perché avevamo diverse modifiche e volevamo capire pregi e difetti; dopodiché cedette la sua monoposto a Ronnie Peterson. Quando Ronnie salì sulla monoposto io e Niki andammo dietro al guardrail di una curva molto veloce del tracciato per ammirare meglio il comportamento della 712M. Quando fece la curva, Ronnie Peterson mandò il retrotreno della March in sbandata, facendo il filo al guardrail. Lauda fece un salto all'indietro e, completamente bianco in volto, disse "Robin, io in vita mia non riuscirò mai a correre in quel modo!!" Quando tornammo ai Box chiesi a Niki i tempi ottenuti da Peterson nella sua migliore tornata; rispose "Io ho fatto 1'14"0, penso perciò che il tempo di Ronnie sia attorno al minuto e 12 secondi". Invece il miglior tempo di Peterson fu di 1'14"3. In quel momento capii che Niki doveva avere qualcosa di speciale».

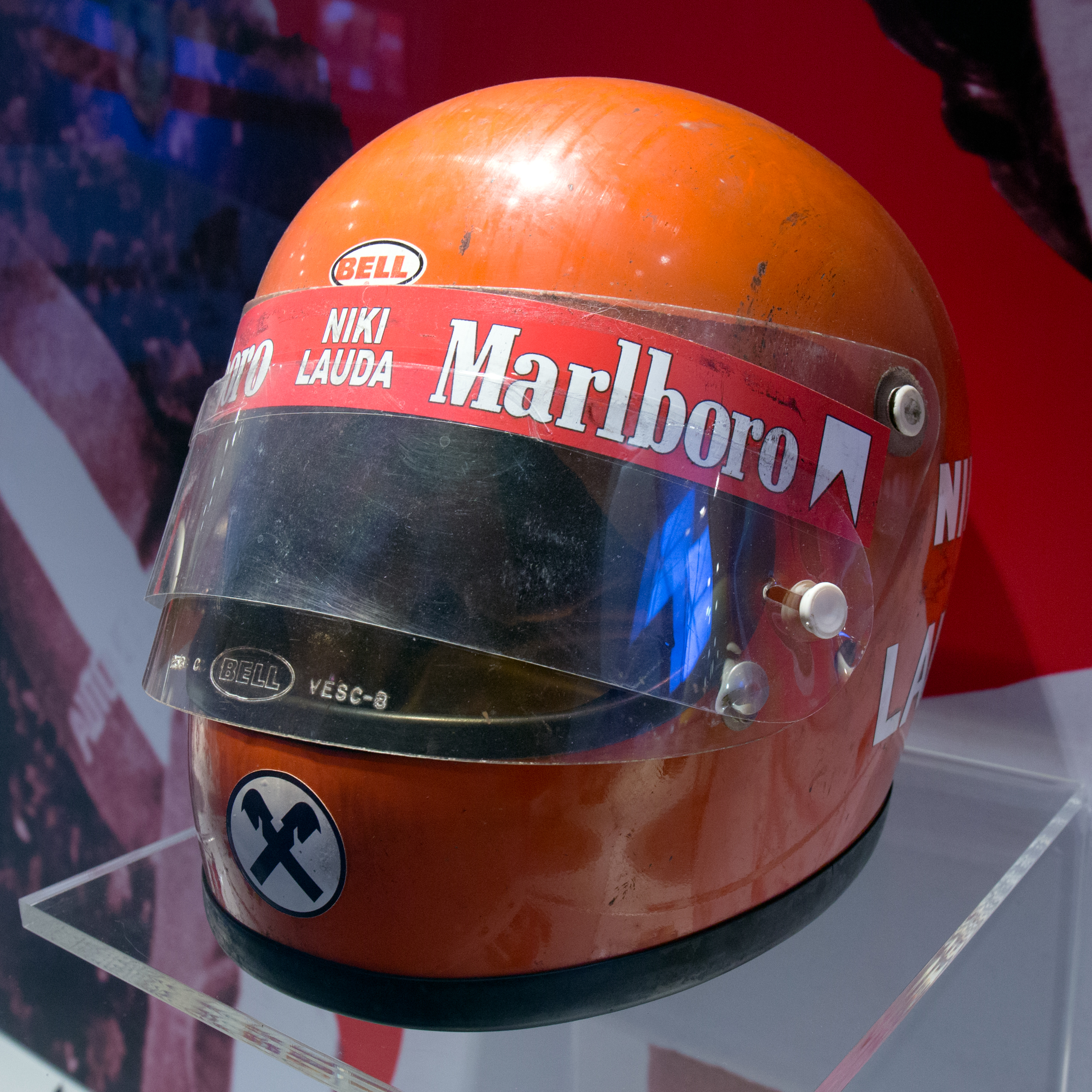
Il casco originale usato da Lauda nelle gare degli anni 1970

La stagione 1971 non fu facile. La Formula 2 era una categoria difficile, dove si scontravano giovani in cerca di gloria e campioni della Formula 1 che correvano fuori classifica. Il numero medio dei partecipanti superava i 40 e il solo qualificarsi per la gara era un'impresa. Lauda, che aveva appena 22 anni, in diverse occasioni si mise in luce, tanto che Gabriela Noris, inviata di Autosprint ed esperta di Formula 2, scrisse su di lui commenti molto lusinghieri e forse fu la prima a dire che Lauda sarebbe potuto diventare un campione. Al Nürburgring, ad esempio, nell'Eifelrennen terza prova dell'europeo fece una splendida gara, arrivando sesto dietro a Cevert, Fittipaldi, Reutemann, Westbury e Graham Hill, ottenendo i suoi primi punti (3 per l'esattezza, perché Fittipaldi e Hill correvano fuori classifica). A Rouen, nella sesta prova del campionato, arrivò secondo nella prima batteria dietro a Ronnie Peterson e si fece onore anche in finale, giungendo quarto alle spalle dello svedese, di Quester e di Hill. A fine campionato concluse al decimo posto con 7 punti, debuttando anche in Formula 1 al Gran Premio di casa a Zeltweg.
Nel 1972 diventò, assieme a Ronnie Peterson, pilota ufficiale del team STP March di Formula 1 e di Formula 2, annunciando di voler puntare alla vittoria di quest'ultimo campionato. La Formula 2 aveva cambiato regolamento, con la cilindrata dei motori cresciuta da 1600 cm³ a 2000 cm³. Le monoposto anche esteticamente erano molto più aggressive, ma purtroppo anche più fragili poiché un po' per tutti il 1972 era considerato un anno di rodaggio. Nella gara inaugurale dell'europeo Lauda si comportò molto bene, riuscendo ad arrivare secondo dietro a Dave Morgan, vincitore a sorpresa della gara con una Brabham BT35 dell'anno precedente.
Il momento d'oro di Lauda continuò a Oulton Park (gara fuori campionato, che valeva per il titolo John Player Special e contava solo i risultati delle gare inglesi), dove vinse davanti a Birrell, e nella seconda prova dell'Europeo a Thruxton, dove arrivò terzo dietro a Peterson e Cevert, prendendo nove punti, visto che i due erano ormai acclamati campioni della massima serie. Dopo un avvio così buono, Lauda passò in testa all'Europeo e, agli occhi di molti, era il vero favorito per il titolo. Tuttavia la March fece l'errore di cambiare troppo spesso i motori e fu vittima di molte rotture meccaniche. La 721, poi, non era un granché competitiva e nel corso dell'anno la Surtees e la Lotus si dimostrarono migliori. Per Lauda rimase solo la consolazione di altri 6 punti a Imola e della vittoria nel campionato inglese JPS, davanti proprio a Ronnie Peterson. Nell'europeo arrivò quinto.

### Formula 1

#### Gli esordi con March e BRM (1971-1973)

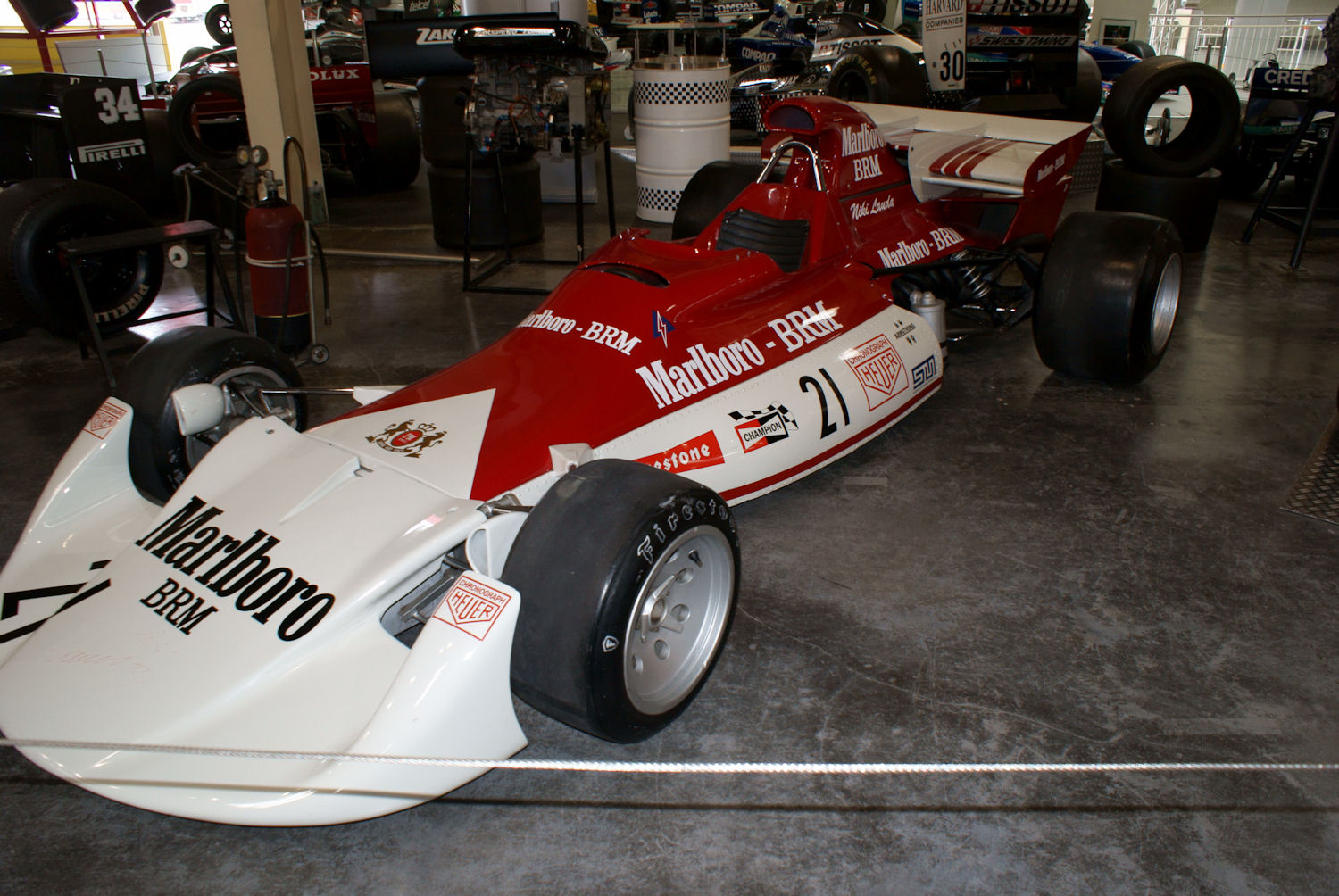
La BRM P180 guidata da Lauda nella stagione

Lauda fece il suo debutto in Formula 1 nel Gran Premio d'Austria 1971 al volante di una March, ma venne costretto al ritiro dopo una ventina di passaggi. La stagione successiva disputò, invece, l'intero campionato, ma le vetture erano poco competitive e l'austriaco non riuscì a segnare alcun punto. In vista del campionato 1973 decise quindi di stipulare un complesso contratto per poter correre come pilota pagante con la BRM.
I suoi risultati migliorarono costantemente nel corso della stagione e nel Gran Premio del Belgio conquistò un ottimo quinto posto e i suoi primi punti. Stipulò quindi un nuovo contratto, che lo avrebbe legato al team inglese per altri due anni; in cambio, gli sarebbero stati condonati i suoi debiti con la scuderia. Ad ottobre venne, però, ufficializzato il passaggio di Lauda per l'anno seguente alla Ferrari e riuscì a pagare con il suo stipendio le penali per lo scioglimento del precedente contratto. Nel periodo passato alla BRM riuscì comunque a costruirsi la fama di pilota regolare e di buon collaudatore.

#### I titoli mondiali in Ferrari (1974-1977)

##### Il debutto a Maranello (1974)
L'ingaggio a Maranello fu favorito da Clay Regazzoni, suo compagno alla BRM nel 1973, e che per il 1974 sarebbe tornato al volante della Ferrari. Questo fatto provocò, però, qualche polemica, in primis a causa dell'esclusione di Arturo Merzario nonché per il fatto che l'austriaco, a parte che nel Gran Premio di Monaco, non aveva al suo attivo ulteriori prestazioni di rilievo. Per tutto l'inverno i due piloti furono impegnati diverse ore al giorno per mettere a punto la nuova vettura del team di Maranello, che fin dai primi test si rivelò difficile da guidare, afflitta da sottosterzo e scarsamente veloce.

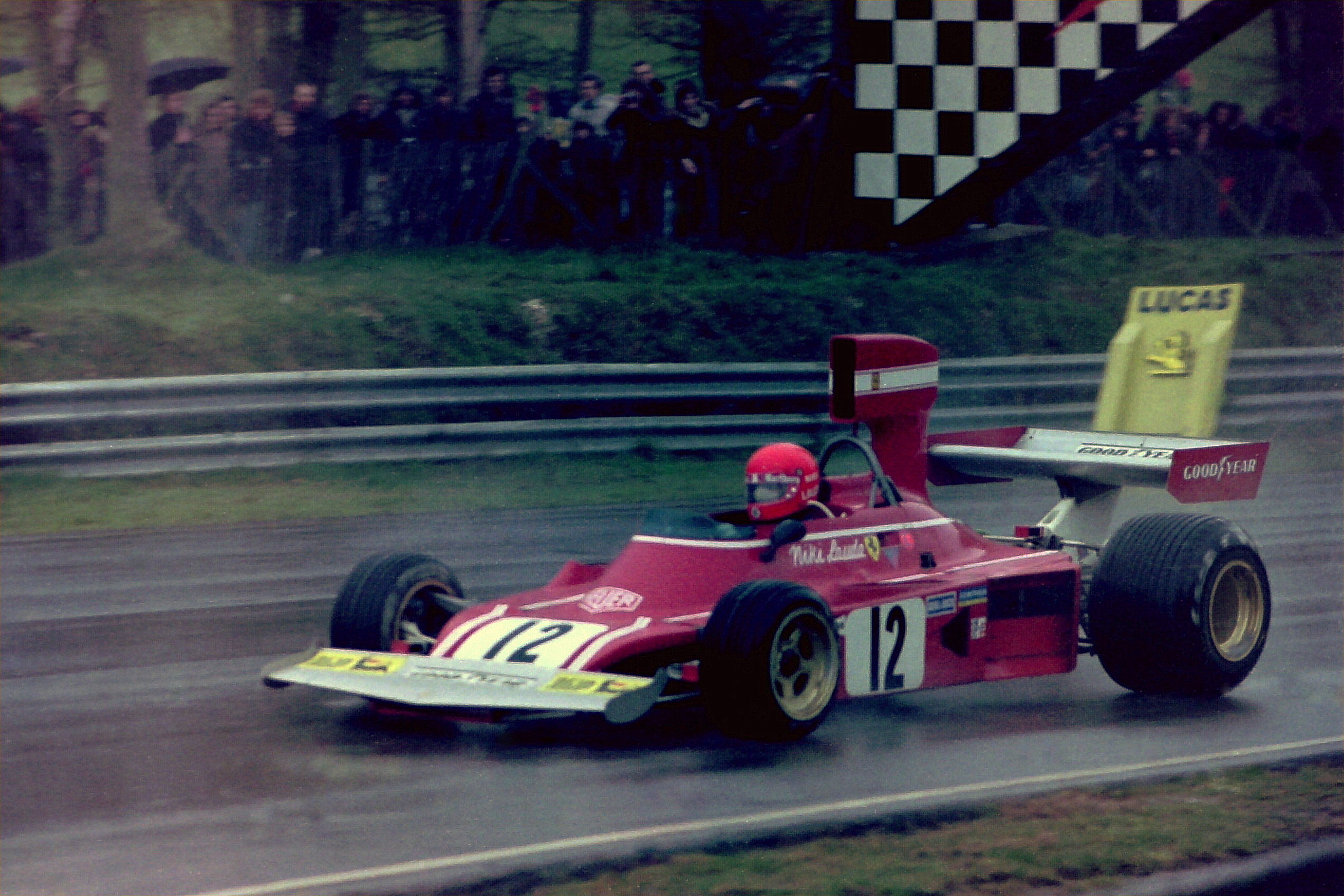
Lauda a bordo della Ferrari 312 B3-74 sul circuito di Brands Hatch durante la Race of Champions 1974

Alcune fonti riferiscono che i problemi della messa a punto fossero così grandi che un giorno Lauda avesse detto in faccia a Enzo Ferrari «Questa macchina è una merda!». Su tale episodio tuttavia esistono versioni contrastanti, in parte riferite dallo stesso pilota austriaco: in alcune di esse egli confermò la veridicità del fatto, aggiungendo che nessun altro aveva avuto il coraggio di parlare con tanta chiarezza a Ferrari dei problemi delle macchine; per contro, in altre dichiarazioni più circostanziate, lo stesso Lauda disse di essersi lamentato con tale linguaggio con il figlio del Drake, Piero, il quale lo ammonì di non parlare in quel modo a suo padre. L'austriaco riferì quindi di aver detto a Ferrari che la macchina non andava bene e aveva problemi in particolare alle sospensioni; il patron gli domandò allora quanto si potesse migliorare, e lui gli rispose 5 decimi. Ferrari allora gli replicò: «Se non ci riesci sei licenziato».
Il lavoro con l'ingegner Forghieri tuttavia fu fruttuoso, portando a un miglioramento di 8 decimi; già al debutto in Argentina Lauda riuscì a salire sul podio, giungendo in seconda posizione. Ricevette anche gli elogi dell'ex campione del mondo Juan Manuel Fangio, che pronosticò per lui un luminoso futuro.
Molto buono risultò poi essere inizialmente il rapporto instauratosi con Regazzoni, tanto che il pilota svizzero aiutò l'austriaco a capire come affrontare il circuito argentino, a lui sconosciuto; Enzo Ferrari in un'intervista dichiarò che i due piloti si stimavano e che Lauda aveva una conoscenza tecnica sorprendente per un uomo di 24 anni, paragonandolo, per questo, a Peter Collins. Dopo un ritiro dovuto a un guasto al propulsore nelle prime fasi della corsa nel successivo appuntamento mondiale e un secondo posto nella Corsa dei campioni (gara fuori campionato), Lauda conquistò la sua prima pole position in carriera in Sudafrica, ma in gara fu nuovamente costretto all'abbandono a causa di un guasto all'alternatore mentre lottava per la prima posizione con Carlos Reutemann. L'austriaco riuscì a cogliere la sua prima vittoria al successivo Gran Premio di Spagna. Sfiorò nuovamente il gradino più alto del podio nel Gran Premio del Belgio, ma un problema di bilanciamento delle ruote anteriori, che causava eccessive vibrazioni della monoposto, gli impedì di avere la meglio su Fittipaldi.

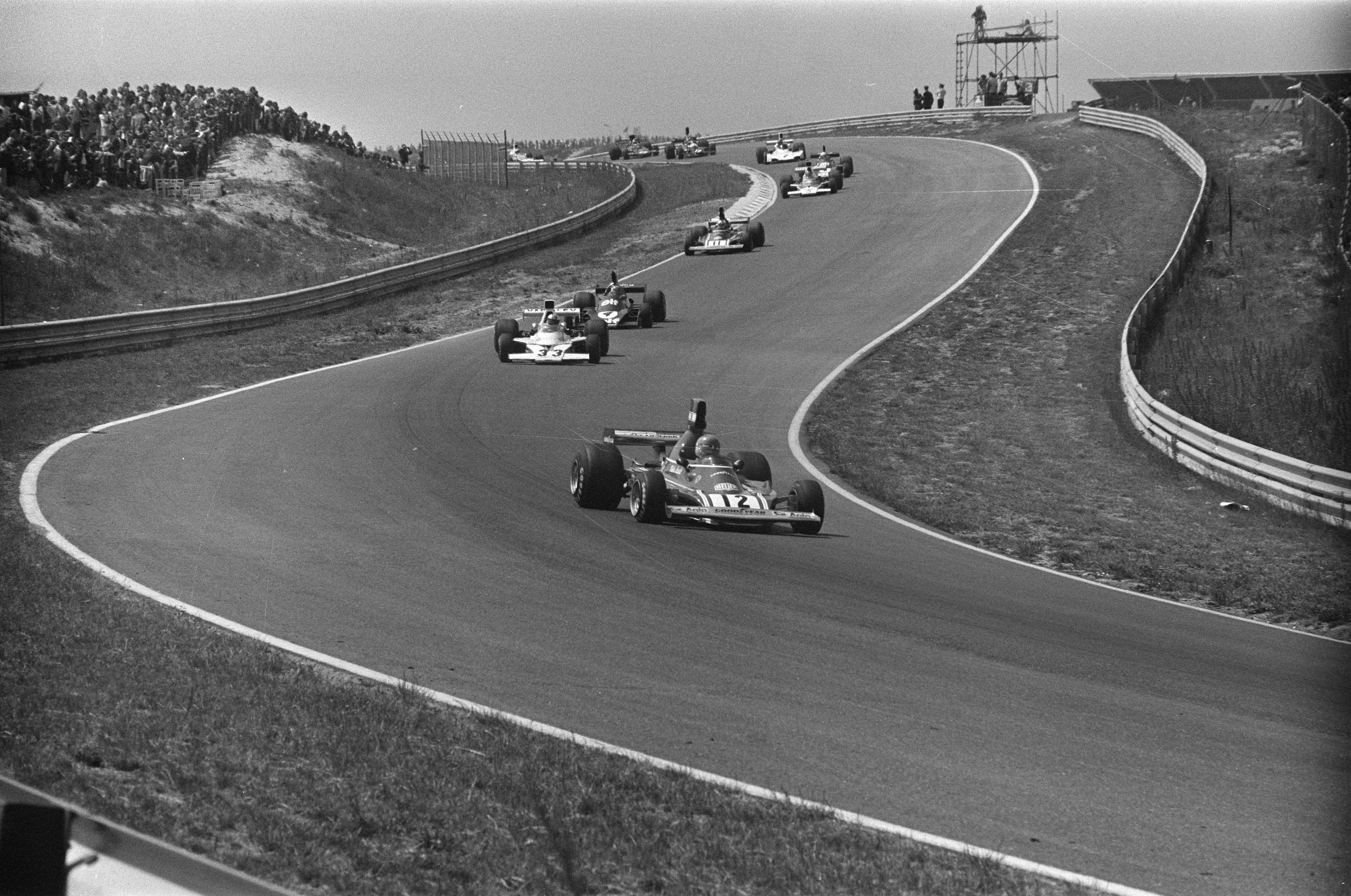
Lauda fa l'andatura a Zandvoort nel corso del vittorioso Gran Premio d'Olanda 1974

Lauda colse poi un altro successo nei Paesi Bassi e, con la piazza d'onore in Francia, andò in testa al mondiale. Nelle 2 gare seguenti commise errori di inesperienza che gli fecero perdere terreno in classifica: in Gran Bretagna credette di avere problemi alle sospensioni, mentre invece era la gomma posteriore destra che si stava sgonfiando, e cercando di finire la gara perdette diverse posizioni, per poi fermarsi ai box all'ultimo giro dove successe un pasticcio organizzativo, con l'esposizione di una bandiera rossa e un gruppo di persone che gli ostruì l'uscita dal box, impedendogli di conquistare la quinta posizione che gli fu poi riconosciuta a tavolino; invece al Gran Premio di Germania uscì di pista già alla partenza, nel tentativo di non perdere terreno da Regazzoni il quale era scattato in testa per andare poi a vincere la corsa.
Al Gran Premio d'Italia Lauda voleva assolutamente vincere per avere ancora speranze di conquistare il titolo: dominò la prima parte della gara, ma fu il motore a tradirlo. A questo punto la Ferrari puntò su Regazzoni, issatosi nel frattempo a leader della classifica, e il direttore sportivo Luca Cordero di Montezemolo dichiarò che Lauda avrebbe dovuto attenersi agli ordini di squadra; invece l'austriaco continuò a cercare di primeggiare, ma a causa dei ritiri non fu comunque di aiuto a Regazzoni, il quale all'ultima gara perse il mondiale a favore di Fittipaldi. Lauda però già alla prima stagione in Ferrari dimostrò di essere costantemente più veloce del compagno di box, specialmente nelle prove, tanto che eguagliò il record di 9 pole position stagionali, ottenuto da Peterson la stagione precedente.

##### Il primo titolo mondiale (1975)

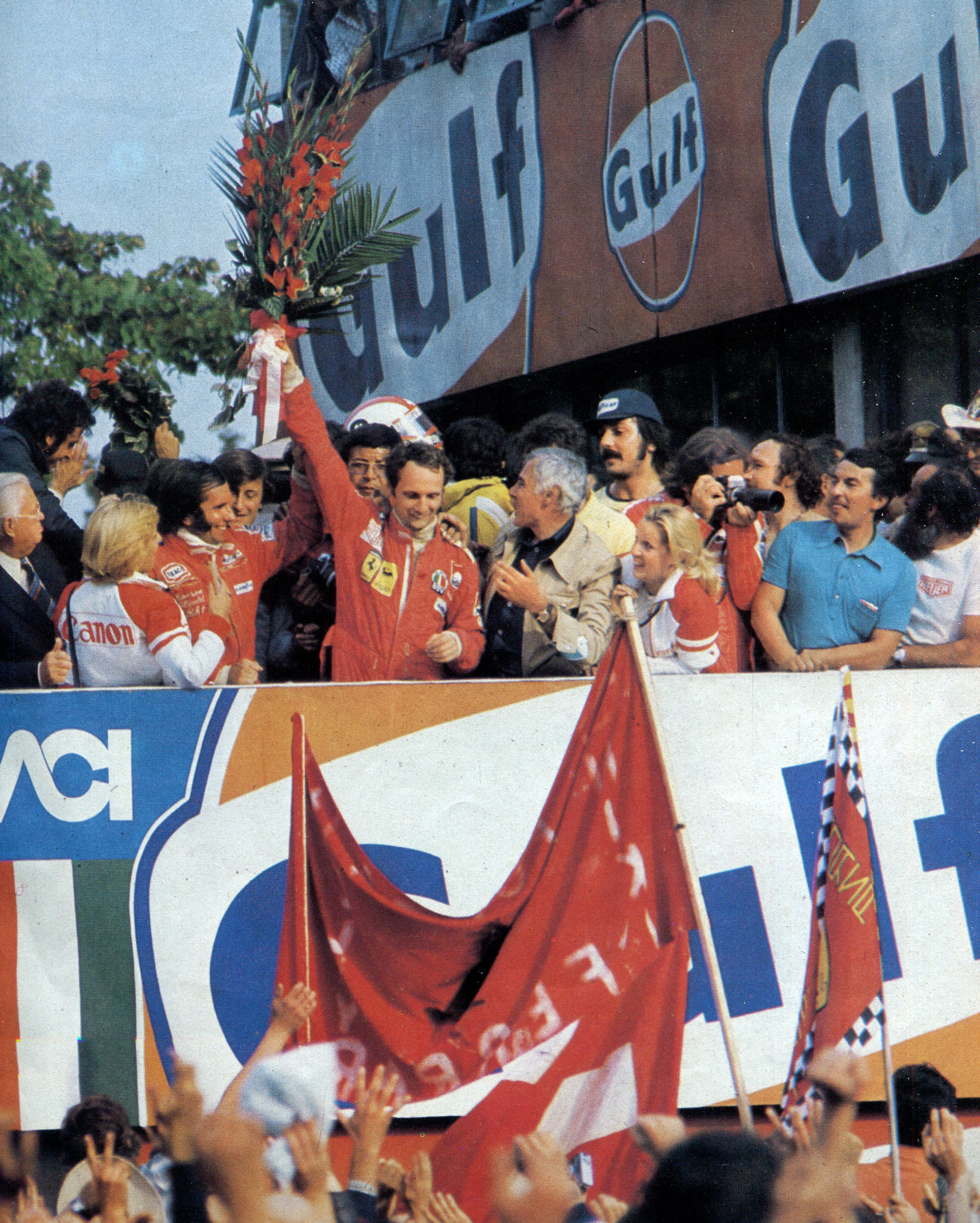
Lauda acclamato sul podio dopo il terzo posto nel Gran Premio d'Italia 1975, piazzamento che gli valse il primo titolo mondiale.

Nel 1975 la velocità di Niki, unita alla competitività della Ferrari 312 T, rappresentarono un binomio quasi invincibile. La vettura debuttò al terzo appuntamento della stagione e, dopo un inizio di campionato senza successi, dal Gran Premio di Monaco Lauda ottenne 4 vittorie e un secondo posto; conquistò un altro podio in Germania e nella gara di Monza, arrivando terzo, ottenne la matematica certezza del titolo mondiale. Vinse l'ultima gara in programma negli Stati Uniti, portando a 5 i successi stagionali e dando alla Ferrari il primo successo negli USA. Al termine della stagione eguagliò nuovamente, come l'anno prima, il record di 9 pole position.

##### L'incidente del Nürburgring, il ritorno alle corse (1976)
La stagione successiva pareva avviarsi a essere la naturale evoluzione della precedente, con una sequenza di vittorie e piazzamenti che sembravano lasciare pochi dubbi sull'esito finale del campionato: subito 2 vittorie e un secondo posto con la vecchia 312 T, poi a partire dal Gran Premio di Spagna, con l'entrata in vigore della regola sull'altezza massima delle vetture che eliminava le voluminose prese d'aria dei motori, la Ferrari mise in pista la 312 T2. Lauda era reduce da un incidente domestico con il trattore, in cui si era fratturato una costola (tuttavia per l'allora direttore sportivo della Ferrari, Daniele Audetto, in realtà l'incidente era avvenuto mentre Lauda faceva motocross; ma per non aver problemi col contratto, che gli impediva di fare sport pericolosi, aveva parlato della storia del trattore), ma con grande forza di volontà e l'aiuto del massaggiatore riuscì a correre e ad arrivare secondo; la gara ebbe poi uno strascico giudiziario, perché la McLaren di James Hunt — il quale emerse in questi anni come l'amico-rivale dell'austriaco —, che aveva vinto, era appena più larga del consentito e venne squalificata dando a Lauda una vittoria che però si rivelò effimera, dato che fu restituita a Hunt due mesi dopo dal tribunale d'appello della FIA.

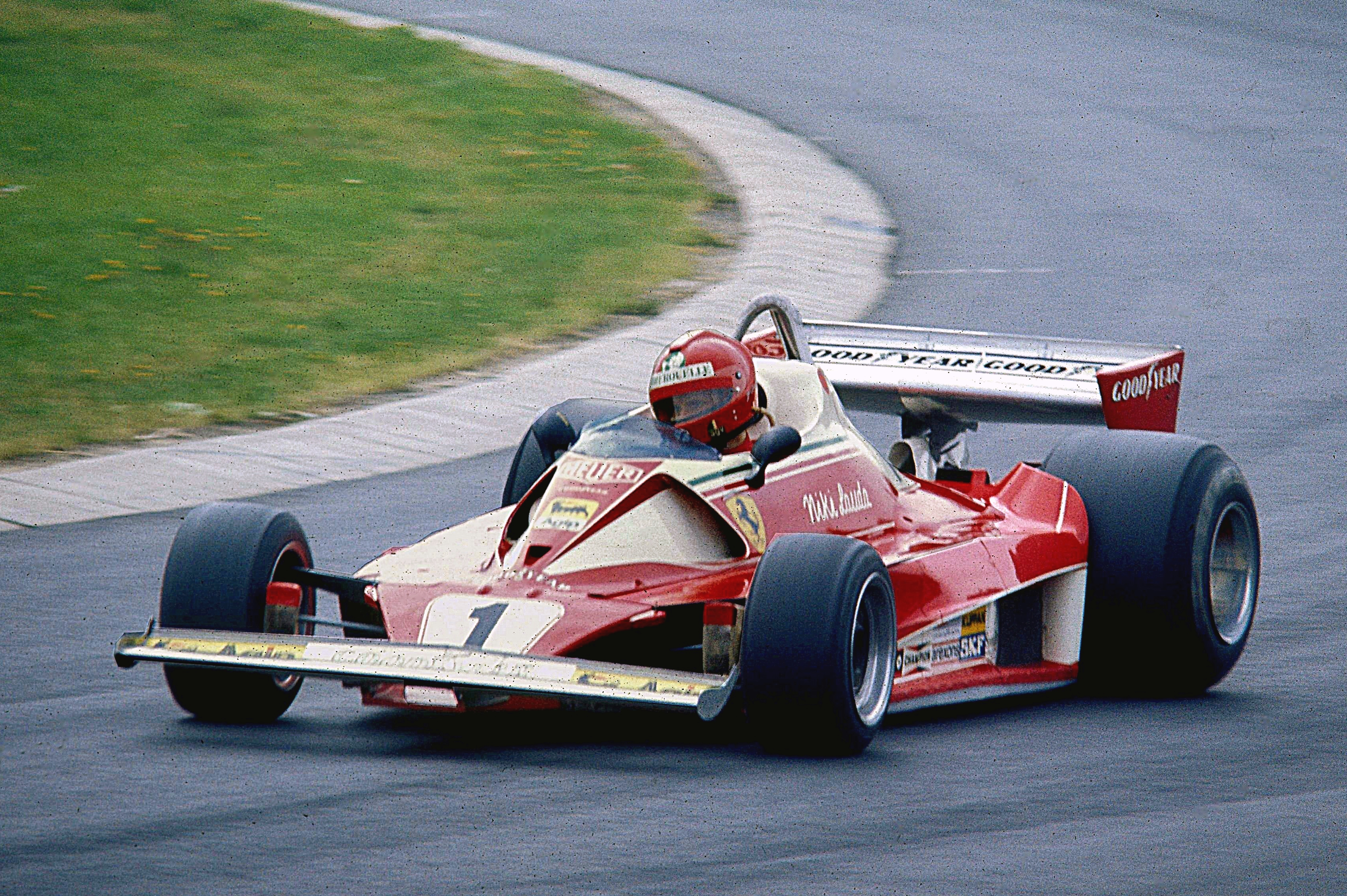
Lauda alla guida della Ferrari 312 T2 nelle prove del Gran Premio di Germania 1976, un giorno prima del suo drammatico incidente

Lauda riprese a vincere in Belgio, a Monaco e in Gran Bretagna, in quest'ultimo caso giovandosi della squalifica di Hunt, perché la gara era stata interrotta all'inizio per incidenti e l'inglese, che era rimasto coinvolto, non avrebbe potuto ripartire, se non che le proteste del pubblico di casa indussero gli organizzatori ad ammetterlo ugualmente, ma due mesi dopo la FIA dette ragione al reclamo della Ferrari. I risultati erano tali che Ferrari, prima di metà stagione, incaricò Audetto, che quell'anno era per la prima volta direttore sportivo della scuderia, di rinnovare il contratto di Lauda; questi si accordò per una cifra che ritenne adeguata rispetto alle sue precedenti esperienze nei rally con la Lancia, ma Ferrari si lamentò dell'esosità di Lauda e lo apostrofò in modo antisemita come «ebreo».
Il 1º agosto 1976 al Gran Premio di Germania, sul pericoloso circuito del Nürburgring Lauda ebbe il più grave incidente della sua carriera, che gli lasciò gravi danni fisici e il volto sfigurato a vita. Era arrivato a questo punto della stagione con un buon margine di vantaggio sui più diretti inseguitori in classifica, ma non poteva contare ancora sulla futura squalifica di Hunt, per il Gran Premio di Gran Bretagna, che gli avrebbe consegnato un vantaggio quasi incolmabile. La gara si mise subito male perché, avendo appena piovuto, Lauda aveva optato per gomme da pioggia, tuttavia già durante il primo giro perse posizioni rispetto ai piloti con pneumatici slick: si fermò a cambiarli e ripartì cercando di recuperare, ma ebbe un grave incidente alla curva Bergwerk, anche a causa della poca aderenza fornita dalle gomme ancora fredde su un tratto di asfalto ancora bagnato. L'idea che l'incidente fosse dovuto al cedimento di una sospensione venne respinta dal direttore sportivo della Ferrari, Daniele Audetto, il quale visionò all'epoca le tracce di frenata e riscontrò che erano solo due, parallele e simmetriche, mentre in caso di rottura di una sospensione dovrebbero essere tre, e ancora in caso di rottura di un freno, una dovrebbe essere più marcata dell'altra; Audetto ritenne che l'idea del cedimento meccanico fosse un'ipotesi senza prove dell'allora capomeccanico di Maranello, Ermanno Cuoghi, molto fedele a Lauda tanto da seguirlo nel successivo passaggio dell'austriaco alla Brabham.

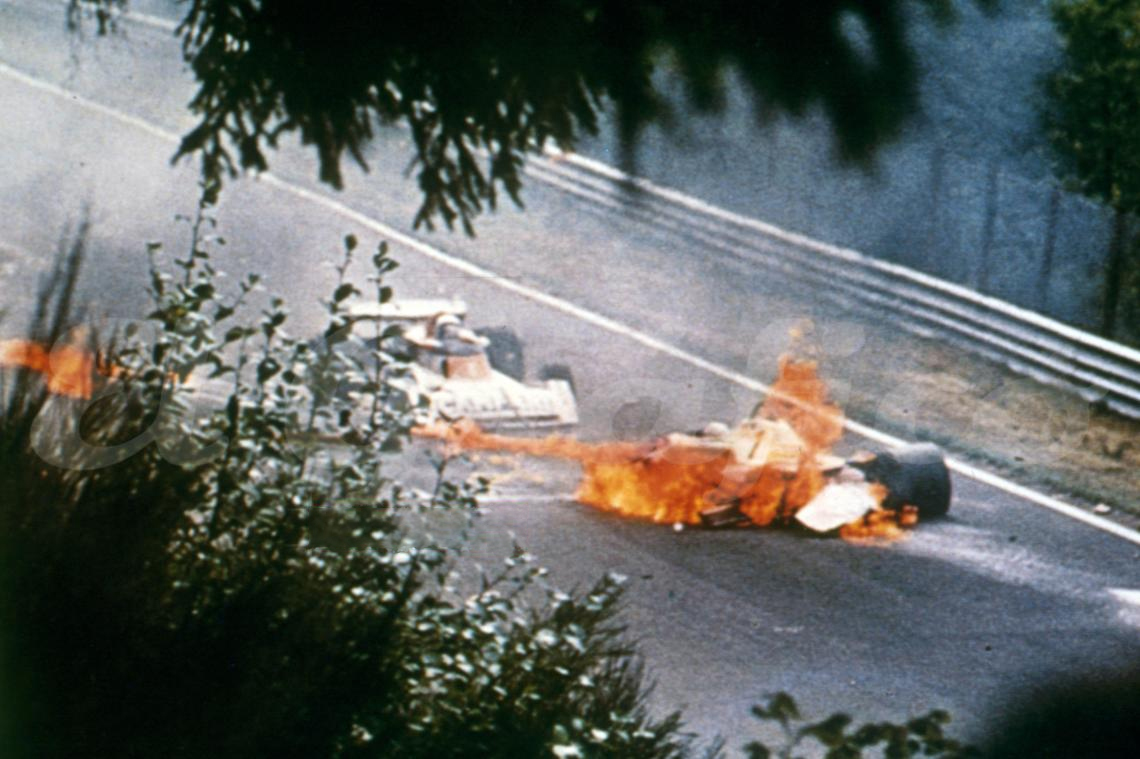
Il rogo del Nürburgring: in primo piano, la Ferrari di Lauda avvolta dalle fiamme

Lauda, dopo aver perso il controllo della propria vettura, colpì una roccia a lato del circuito, e terminò la sua corsa in mezzo alla pista, privo del casco scalzatosi nell'urto. La monoposto prese fuoco per la fuoriuscita di benzina e il pilota rimase intrappolato nella vettura in fiamme, prima che alcuni colleghi sopraggiungessero cercando coraggiosamente di aiutarlo: tra questi Harald Ertl, Guy Edwards e Brett Lunger, ma fu soprattutto per l'intervento di Arturo Merzario, il quale lo estrasse dall'abitacolo in fiamme, che Lauda riuscì a salvarsi; nei giorni immediatamente seguenti, tuttavia, le sue condizioni rimasero molto critiche, non tanto per le pur gravi ustioni subite, quanto per aver inalato i velenosi fumi della benzina che potevano danneggiare i polmoni e poi il sangue, con conseguenze anche letali.
Solamente il 5 agosto venne dichiarato fuori pericolo dai medici e tre giorni dopo lasciò l'ospedale di Mannheim, dove era ricoverato, per trasferirsi in quello di Ludwigshafen, specializzato nella cura delle grandi ustioni. Il giorno stesso dell'incidente Enzo Ferrari cercò un sostituto, e incaricò Audetto di contattare Emerson Fittipaldi: il brasiliano declinò con dispiacere, perché era legato al contratto con la Copersucar, industria del suo paese che non si sentiva di tradire, quindi si puntò su Ronnie Peterson, che aveva un contratto con la March e che era possibile liberare pagando una penale grazie all'intervento del conte Zanon di Valgiurata. Ma Lauda in pochi giorni aveva cominciato a riprendersi e fece di tutto per evitare l'arrivo di Peterson, pilota che secondo Audetto «temeva più di ogni altro»; sicché a Maranello s'indirizzarono verso Carlos Reutemann, liberato da Bernie Ecclestone il quale voleva avere buoni rapporti con Ferrari, ma che fu disponibile solo per il Gran Premio d'Italia, dove furono schierate tre monoposto del Cavallino.

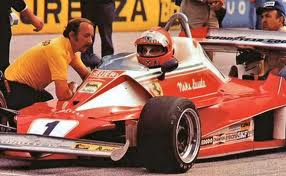
Lauda al Gran Premio d'Italia, al rientro in gara dopo soli 42 giorni dall'incidente del Nürburgring

Mentre l'austriaco era lontano dalle piste, Hunt fu in grado di recuperare gran parte dello svantaggio accumulato in campionato, proponendosi come principale avversario del pilota Ferrari: inoltre la squadra italiana favorì involontariamente lo stesso Hunt non partecipando al Gran Premio d'Austria, per protesta contro la restituzione all'inglese della vittoria del Gran Premio di Spagna, e schierando il solo Regazzoni al successivo Gran Premio d'Olanda. Lauda, mostrando grande coraggio, decise di tornare al volante dopo solo 42 giorni dall'incidente, al Gran Premio d'Italia. Il martedì prima della gara l'austriaco testò la vettura sul circuito di Fiorano: le sue condizioni, però, erano ancora precarie e fu necessario modificargli il casco, togliendo parte dell'imbottitura, per cercare di limitare le perdite di sangue che si verificavano con lo sfregamento sulle ferite del volto non ancora rimarginate; l'autorizzazione della commissione medica arrivò il venerdì mattina, prima delle prove. Dopo avere ottenuto il quinto posto nelle qualifiche, Lauda, seppur martoriato dalle ferite, alcune addirittura ancora sanguinanti, e dal fatto che, a causa dei postumi dell'incidente del Nürburgring, le palpebre non gli offrissero una visione totalmente corretta, giunse quarto in gara, raccogliendo punti importanti per la lotta al titolo.
Il duello con Hunt proseguì fino all'ultima gara, il Gran Premio del Giappone, sul circuito del Fuji. La gara venne corsa sotto una pioggia torrenziale, tanto che molti piloti tra cui i 2 contendenti al titolo avrebbero voluto rinviarla, ma prevalse l'intenzione degli organizzatori di dare il via. Secondo Audetto c'era un accordo, anche se non unanime, garantito da Ecclestone, secondo cui si sarebbe partiti per via dei contratti televisivi, ma dopo 5 giri i principali piloti si sarebbero fermati, compresi Lauda e Hunt. Patto che non fu rispettato: in effetti, entro pochi giri, rinunciarono a proseguire Larry Perkins e Carlos Pace, che correvano per la Brabham di Ecclestone, e Fittipaldi. Secondo il direttore tecnico della Ferrari Mauro Forghieri fu un inganno ai danni di Lauda il fatto che i vari piloti delle squadre inglesi dissero che non avrebbero corso ma poi entrarono nelle vetture. Lauda, al secondo giro, rientrò ai box per ritirarsi: le condizioni della pista, per il pilota austriaco, erano troppo pericolose per gareggiare. Forghieri gli propose di dare la colpa a un problema elettrico, ma Lauda preferì prendersi la responsabilità del ritiro. Hunt proseguì e ottenne il piazzamento necessario a vincere il titolo, con un punto soltanto di vantaggio sul ferrarista. Il comportamento di Lauda attirò diverse critiche da parte della stampa italiana e della stessa Ferrari, compromettendone i rapporti.

##### Il secondo titolo mondiale (1977)

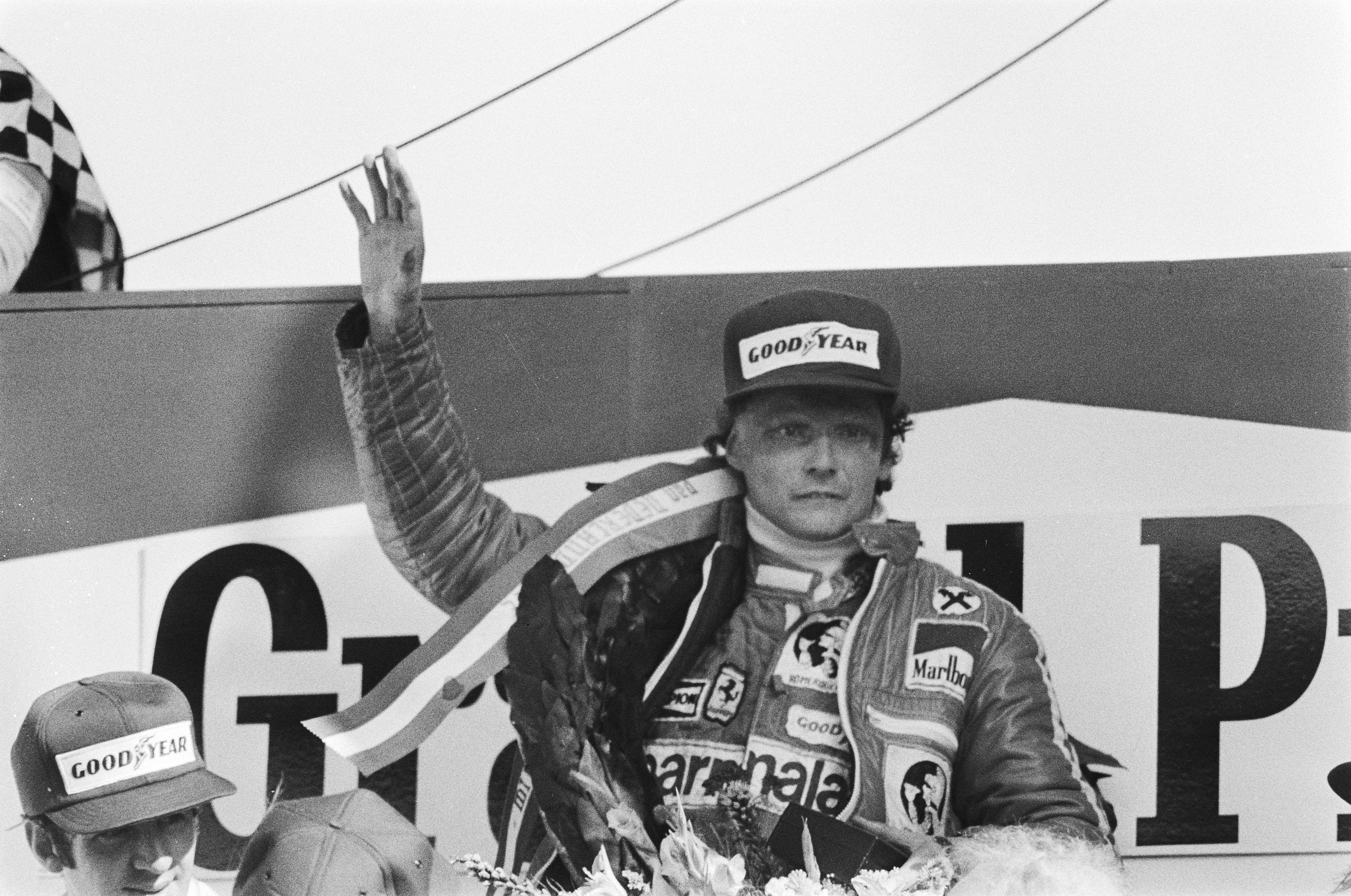
Lauda sul gradino più alto del podio di Zandvoort nel 1977

Nel 1977, Lauda corse ancora con la Ferrari 312 T2, che venne via via ingentilita nelle forme con la riduzione delle prese d'aria, e come compagno di squadra ebbe l'argentino Reutemann, che sostituì Regazzoni. Reutemann era stato ingaggiato dalla Ferrari l'anno prima, dopo l'incidente del Nürburgring, per sostituire Lauda, correndo però solo a Monza. La stagione iniziò con una vittoria di Jody Scheckter alla guida della esordiente Wolf, mentre Lauda fu costretto al ritiro per noie meccaniche; al successivo Gran Premio del Brasile, Lauda non si trovò a suo agio e partì indietro nello schieramento finendo terzo in gara, mentre Reutemann vinse grazie a un nuovo alettone montato all'ultimo momento. Ai dubbi che potevano affiorare sulle possibilità di Lauda di tornare al vertice, Hunt rispose: «Non crediate che Niki sia finito!»; e infatti nel successivo Gran Premio del Sudafrica Lauda prese la testa della gara al settimo giro, con un sorpasso proprio ai danni del rivale inglese, e tornò alla vittoria.
La stagione vide l'emergere di molti piloti e squadre, in particolare la Lotus che, con la prima vettura a effetto suolo, permise a Mario Andretti di ottenere quattro vittorie, ma la costanza di Lauda che arrivò 10 volte a podio, con due vittorie e sei secondi posti, gli permise di accumulare un notevole vantaggio nella classifica generale. Frattanto il 29 agosto, il giorno dopo la vittoria al Gran Premio d'Olanda, fece scalpore l'annuncio che Lauda avrebbe terminato il rapporto con la Ferrari a partire dal successivo 30 ottobre.
Al successivo Gran Premio d'Italia Lauda, con il decimo podio stagionale, raggiunse la quasi matematica certezza del secondo titolo iridato, mancandogli un solo punto per chiudere la partita, che ottenne nel Gran Premio seguente, a Watkins Glen. A mondiale matematicamente vinto, e dopo la definitiva rottura dei rapporti con la Ferrari, Lauda palesò l'intenzione di non partecipare alle ultime due gare. La squadra italiana, dopo aver cercato di sostituirlo con Andretti o Scheckter, entrambi tuttavia già legati contrattualmente ad altri team, per premunirsi chiamò un giovane esordiente proveniente dalla Formula Atlantic e che aveva debuttato in Formula 1 al Gran Premio di Gran Bretagna, Gilles Villeneuve, il quale corse le due rimanenti gare del 1977 e andò poi a sostituire in via definitiva Lauda per il 1978.
In Canada la Ferrari iscrisse comunque tre vetture, per Lauda, Reutemann e Villeneuve. L'austriaco decise però di non effettuare nemmeno le prove: affermò che non si sentiva in grado di vincere, anche se il team aveva dichiarato che, qualora Lauda non fosse rimasto soddisfatto della sua monoposto, per la gara avrebbe ottenuto quella di Villeneuve che, di conseguenza, non sarebbe stato utilizzato. Subito dopo l'austriaco abbandonò il Nordamerica e tornò in patria. Per la gara del Giappone, invece, Lauda comunicò a Maranello la sua indisponibilità, causata da una gastrite.

#### Brabham (1978-1979)

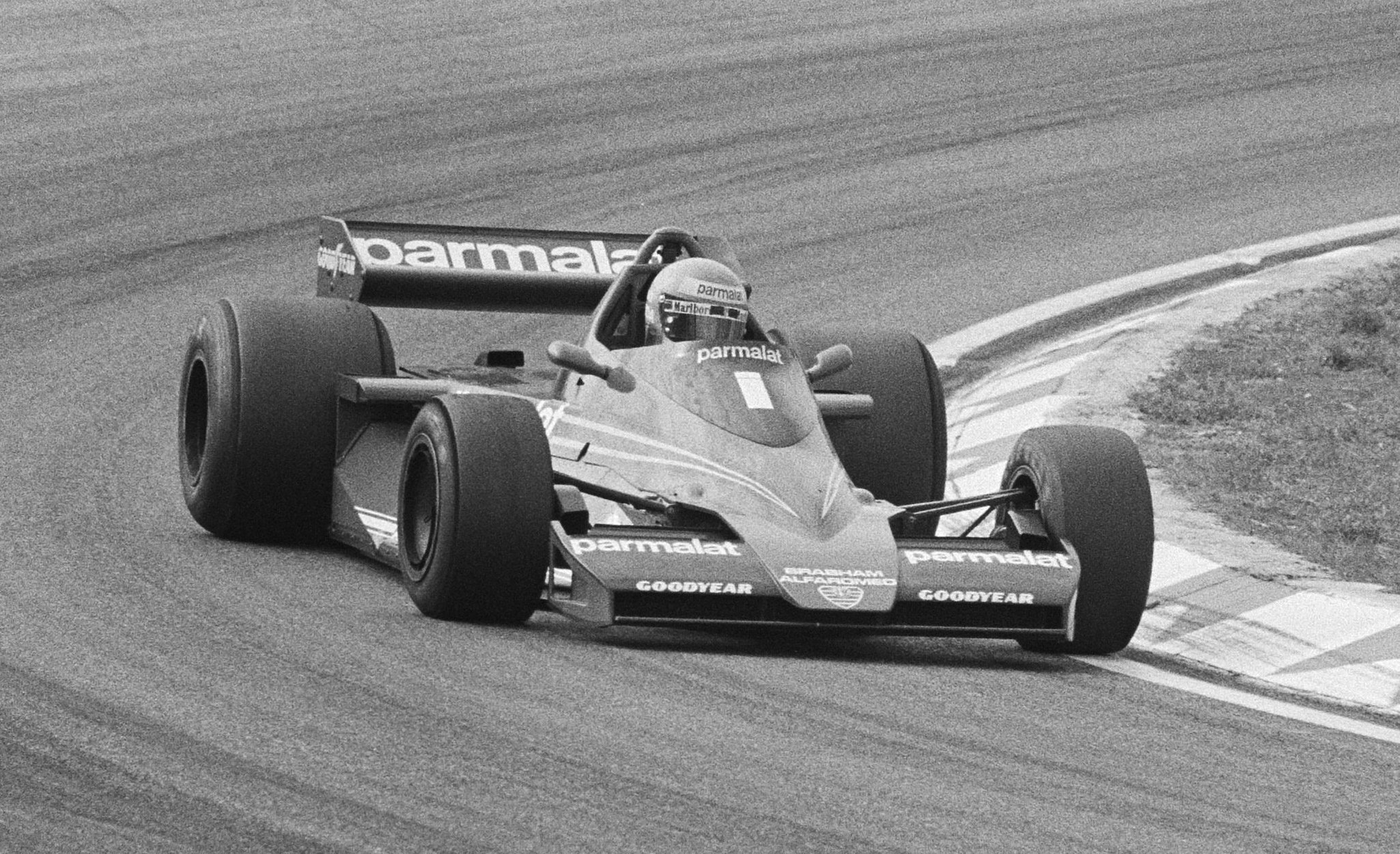
Lauda alla guida della Brabham BT46 al Gran Premio d'Olanda 1978

Nel 1978 Lauda si trasferì alla Brabham-Alfa Romeo, che proponeva soluzioni tecniche di avanguardia. In quella stagione però c'erano scarse possibilità di successo contro le Lotus 79 a effetto suolo, e Lauda ottenne solo due vittorie. La prima, in Svezia, fu ottenuta con la vettura dotata di un ventilatore per l'estrazione dell'aria dal fondo della vettura, subito messo al bando dalle autorità sportive, mentre la seconda arrivò al Gran Premio d'Italia, dopo la penalizzazione di Andretti e Villeneuve per partenza anticipata.
Nel 1979, per poter sfruttare l'effetto suolo, l'Alfa Romeo costruì un nuovo motore 12 cilindri a V, in sostituzione del vecchio boxer, per ridurre gli ingombri e lasciare gli spazi per le ali rovesciate nelle fiancate delle nuove Brabham BT48. Ma pur permettendo a Lauda di essere costantemente nelle posizioni di testa, le Brabham-Alfa subirono molti guasti tecnici costringendo spesso i piloti della scuderia al ritiro; la scelta dell'Alfa Romeo di schierare, durante la stagione, una propria squadra, non fece che peggiorare il rapporto con il team inglese che a fine anno tornò a usare il Cosworth DFV. Lauda fece una buona prestazione al Gran Premio di Monaco, con un'ottima partenza e mantenendo a lungo la terza piazza, ma la sua gara ebbe termine con un incidente causato dal tentativo di sorpasso, ai suoi danni, di Didier Pironi; il massimo che poté ottenere furono due soli piazzamenti a punti.
Un'altra buona prestazione la offrì nella Corsa dei Campioni, non valevole per il Campionato Mondiale, a Brands Hatch. Condusse la gara fino a che fu costretto a ritirarsi per l'ennesima rottura della stagione.
Verso fine stagione vinse il Gran Premio Dino Ferrari, non valido per il campionato, che si svolse a Imola la domenica seguente al Gran Premio d'Italia, ma nel corso delle prove del successivo Gran Premio del Canada decise di ritirarsi dalla Formula 1, senza nemmeno prendere parte al Gran Premio. Quell'anno le soddisfazioni gli vennero dal Campionato ProCar, un monomarca alla prima edizione e riservato alle BMW M1, che si svolgeva nel fine settimana di alcuni Gran Premi come gara di contorno e alla quale partecipavano diversi piloti di Formula 1: Lauda ottenne la vittoria finale nel campionato battendo il suo giovane ma già competitivo compagno di squadra in Brabham, il futuro campione Nelson Piquet.

#### Il primo ritiro (1979-1981)
Dopo l'improvviso ritiro dalle corse nel 1979 si dedicò allo sviluppo della propria compagnia aerea, la Lauda Air. Ma il 30 settembre 1981 annunciò il suo ritorno alle corse per la stagione 1982, non svelando subito con quale team avrebbe ripreso le competizioni, sebbene fosse probabile un suo approdo alla McLaren, anche perché, a metà settembre 1981 Lauda aveva testato una monoposto della scuderia britannica presso il circuito inglese di Donington Park; l'ufficializzazione dell'ingaggio arrivò a novembre.

#### McLaren (1982-1985)

##### Il ritorno alle gare (1982-1983)

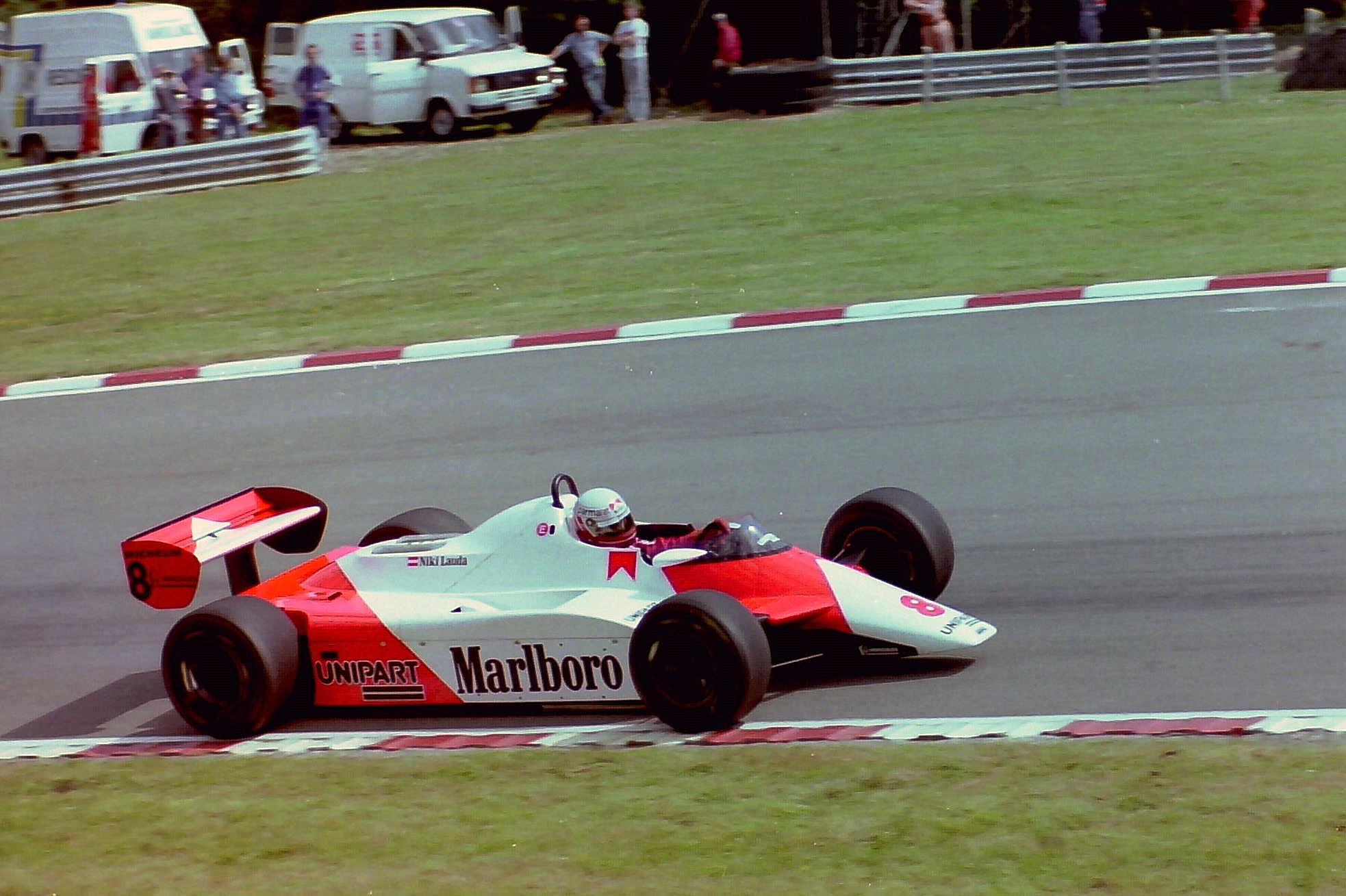
Lauda al rientro in Formula 1 dopo il primo ritiro, qui in azione su McLaren MP4/1B nel vittorioso Gran Premio di Gran Bretagna 1982

Nel 1982 ritornò alle competizioni e fu subito protagonista, anche se non in pista, nello sciopero dei piloti al primo Gran Premio della stagione, in Sudafrica, per contestare alcune clausole del nuovo regolamento sulla concessione della Superlicenza FIA, resa necessaria per correre in F1. Dopo la positiva conclusione della vertenza, che permise lo svolgimento del Gran Premio, Didier Pironi, presidente dell'associazione dei piloti GPDA, sottolineò il ruolo di Lauda quale guida dei piloti. Il rientro agonistico avvenne, dopo lo sciopero, alla guida della McLaren MP4/1B, prima Formula 1 con il telaio in fibra di carbonio e spinta dal classico 8 cilindri Cosworth DFV, ottenendo subito un quarto posto.
«Aspettate 4 gare a giudicarmi», aveva detto al suo rientro nelle corse, ma già alla terza partecipazione tornò alla vittoria: partito con il secondo tempo in prova nel Gran Premio degli Stati Uniti-Ovest, riuscì a superare l'autore della pole position, Andrea De Cesaris, al quindicesimo giro per poi non lasciare più la testa della gara. Ottenne poi il terzo posto in Belgio ma venne squalificato perché la sua vettura era di qualche kg sotto il peso minimo regolamentare.
La stagione fu piuttosto equilibrata, con molti vincitori diversi, ma le vetture turbo, specie Renault e Ferrari, oltre a essere più potenti cominciavano ad avere un'affidabilità che permetteva di finire regolarmente i Gran Premi, e ciò limitava le possibilità dei piloti alla guida delle vecchie vetture ad alimentazione atmosferica. Lauda non ottenne altri risultati eclatanti fino alla seconda vittoria stagionale al Gran Premio di Gran Bretagna, che lo rese particolarmente soddisfatto per aver preceduto al traguardo le nuove vetture turbo; ottenne un altro podio al Gran Premio di Svizzera, chiudendo quinto nella classifica finale del campionato.
Nel 1983 un buon inizio gli permise, dopo due gare, di essere in testa al campionato, cosa che non accadeva dal 1977. Ottenne il terzo posto nella gara inaugurale in Brasile e compì una grande impresa, culminata con il secondo posto, al Gran Premio degli USA-Ovest: partito con il compagno di squadra John Watson nelle ultime posizioni, per problemi di gomme nelle prove, i due piloti della McLaren furono artefici di una rimonta eccezionale che li portò a finire il Gran Premio in testa ottenendo una doppietta. Ma al di fuori di circuiti tortuosi come il cittadino di Long Beach, teatro dell'impresa nordamericana, la McLaren con motore aspirato non dava grandi possibilità contro le più potenti vetture turbo. Sicché dopo una stagione senza altri acuti, a partire dal Gran Premio d'Olanda Lauda cominciò a portare in pista il motore sovralimentato TAG Porsche TTE PO1 che mostrò già un buon livello di competitività all'ultima gara in Sudafrica dove lottò per la vittoria prima di essere fermato da un guasto a pochi giri dalla fine.

##### Il terzo titolo mondiale e il secondo ritiro (1984-1985)

Lauda sul gradino più alto del podio a Monza nel 1984, fra gli italiani Alboreto e Patrese

Nel 1984, con la limitazione del serbatoio delle vetture a 220 litri e il divieto di rifornimento in gara, molte squadre andarono in crisi con finali di gara in cui mancava la benzina, mentre le McLaren MP4/2 pilotate da Lauda e dal nuovo compagno Alain Prost furono molto competitive e accusarono molto meno i problemi di consumo; i motori progettati dalla Porsche e finanziati dalla TAG, godevano dell'esperienza che la Porsche aveva nel Campionato Mondiale Sportprototipi dove queste limitazioni erano in vigore dal 1982.
Lauda e Prost si spartirono le vittorie nella prima fase di stagione, con l'esclusione del Gran Premio del Belgio dove si ritirarono entrambi per guasti meccanici, fino alla trasferta in Nordamerica; qui ci fu un recupero di competitività della Brabham di Piquet che vinse 2 gare, seguito da un rocambolesco Gran Premio a Dallas che cominciò con problemi di tenuta dell'asfalto e finì con una interminabile serie di ritiri, compreso quello delle due McLaren.
Al ritorno in Europa le McLaren monopolizzarono la stagione: Lauda ottenne cinque podi consecutivi di cui tre vittorie e 2 secondi posti dietro a Prost, e tra queste ci fu la sua prima vittoria nel Gran Premio di casa in Austria. Dopo questa sequenza, che terminò con il successo al Gran Premio d'Italia, i giochi parevano fatti a favore di Lauda, ma le ultime due gare furono appannaggio di Prost; all'ultimo Gran Premio, svoltosi per la prima volta in Portogallo, Lauda dovette conquistarsi il titolo mondiale partendo indietro sullo schieramento di partenza, e rimontando fino a raggiungere il secondo posto finale. Il terzo titolo mondiale lo ottenne così per solo mezzo punto, che ancora oggi è il minor vantaggio mai ottenuto sul secondo classificato (dovuto al dimezzamento del punteggio del Gran Premio di Monaco, terminato prima del raggiungimento del 75% della distanza totale prevista).
Nel corso della stagione, Lauda si fece notare anche per la partecipazione, il 12 maggio 1984, a una gara-esibizione per l'inaugurazione del Nuovo Nürburgring, otto anni dopo essere scampato all'incidente sul vecchio tracciato Nordschleife; alla guida di una Mercedes-Benz 190 E, l'austriaco chiuse al secondo posto una gara contro i migliori colleghi dell'epoca, alle spalle solo dell'astro nascente Ayrton Senna.
La stagione successiva lo vide vittima di una serie di inconvenienti tecnici, nonostante fosse spesso in grado di lottare per la vittoria, che gli impedirono di avere una buona classifica. Al Gran Premio d'Austria annunciò il ritiro dalle competizioni a fine stagione; cercò di ripetere il successo dell'anno prima nella gara di casa, ma dopo aver dominato fu costretto anche qui al ritiro. Il riscatto lo ottenne nel successivo Gran Premio d'Olanda, unica vittoria della stagione e che fu la sua ultima in Formula 1.

### Altre competizioni
Nel 1971, mentre iniziava ad affacciarsi in Formula 1, vinse a bordo di una Chevron B19 al Salzburgring la seconda gara del campionato europeo 2.0 litri riservato alla categoria sportprototipi. Nello stesso anno partecipò alla 24 Ore del Nürburgring, condividendo con Günther Huber una BMW 2800 CS, piazzandosi al terzo posto. L'anno seguente, insieme a Jody Scheckter, arrivò quarto nella 9 Ore di Kyalami. Nel 1973 trionfò insieme a Brian Muir nella gara inaugurale del campionato europeo turismo, la 4 Ore di Monza, a bordo di una BMW 3.0 CSL. L'anno seguente prese parte ad alcune gare del succitato European Touring Car Championship a bordo di una Ford Capri, nonostante già corresse a tempo pieno in Formula 1.

### Dopo il ritiro

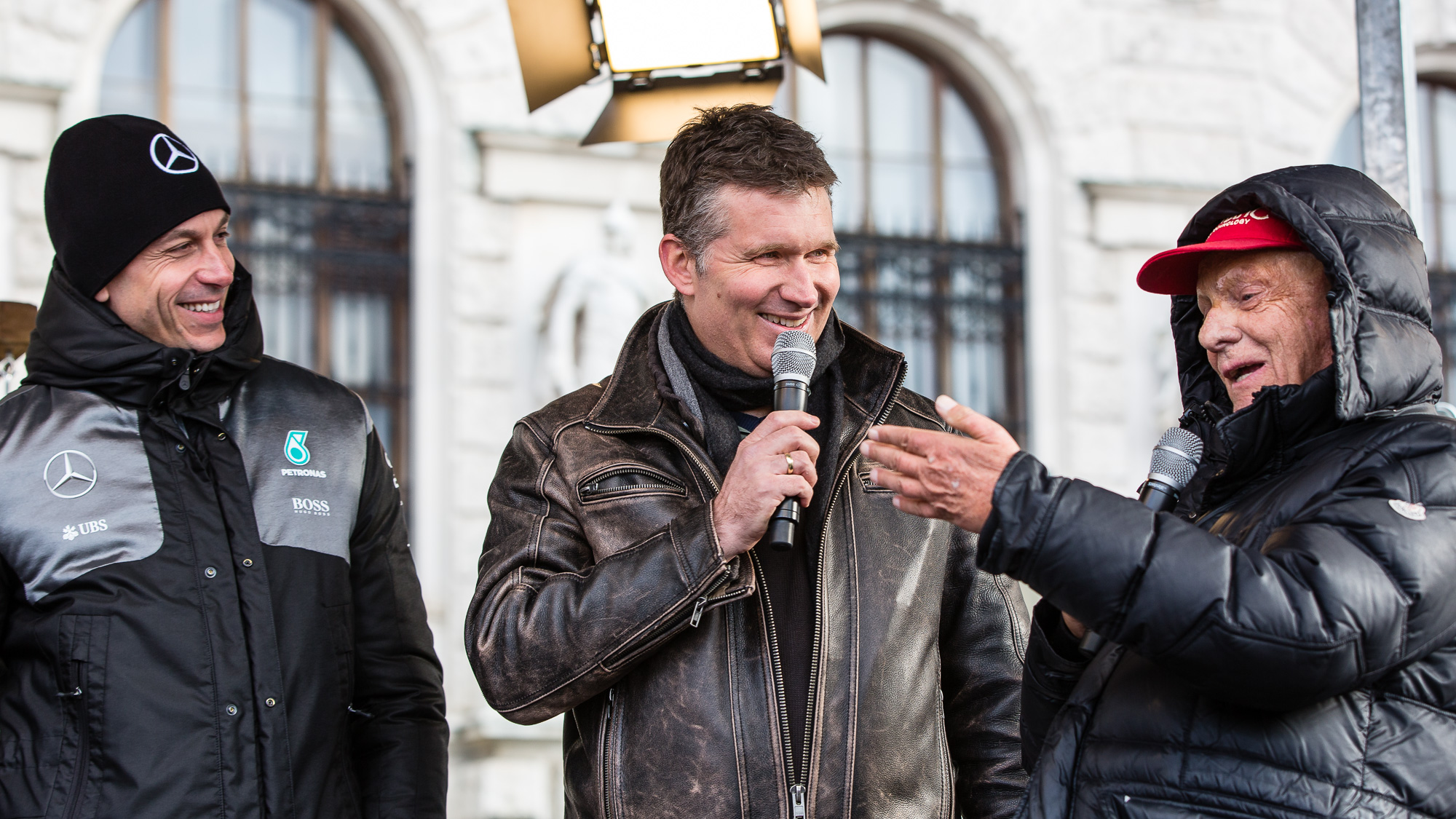
Toto Wolff (a sinistra) e Lauda (a destra), rispettivamente team principal e presidente della Mercedes, scuderia che ha egemonizzato la Formula 1 nella seconda metà degli anni 2010

Dopo il ritiro dalle competizioni attive, Lauda diventò un imprenditore di successo nel campo dell'aviazione, fondando nel corso degli anni ben tre compagnie aeree (Lauda Air, Fly Niki e Laudamotion).
Rimasto sempre legato nell'ambiente della Formula 1, nel 1993 è stato richiamato a Maranello dal suo ex direttore sportivo, Luca Cordero di Montezemolo, nel frattempo divenuto presidente della Ferrari, in veste di consulente nella gestione della Scuderia. Nel 1994, all'indomani del tragico fine settimana di Imola che vide le morti in pista di Roland Ratzenberger e Ayrton Senna, Lauda è stato tra i fautori, insieme a Gerhard Berger, Martin Brundle e Michael Schumacher, della ricostituzione della Grand Prix Drivers' Association scioltasi dodici anni prima, onde migliorare la sicurezza sui circuiti per piloti e spettatori. Tra il 2001 e il 2002 è stato team principal per la Jaguar Racing. Nel settembre 2012 è stato nominato presidente onorario non esecutivo della Mercedes AMG F1, della quale ha detenuto anche una partecipazione azionaria (10%); in questa veste, nel 2013 è stato tra i fautori dell'arrivo in seno alla squadra tedesca di Lewis Hamilton, poi vincitore di vari titoli mondiali per Mercedes.
Ha inoltre svolto, dal 1995 al 2017, la professione di commentatore televisivo per l'emittente tedesca RTL.
Al primo Gran Premio di Formula 1 dopo la sua morte, a Monte Carlo, l'intero circus ha omaggiato Lauda indossando per tutto il fine settimana un berretto rosso, come quello reso iconico dall'austriaco nel corso della sua vita. Tra i piloti, Sebastian Vettel ha indossato un casco che riprendeva quello usato da Lauda durante gli anni in Ferrari, mentre Lewis Hamilton ne ha usato uno che riprendeva il periodo in McLaren. Su quasi tutte le auto erano esposti messaggi di saluto al campione austriaco; nello specifico, sulle Mercedes di Hamilton e Valtteri Bottas è stato deciso di colorare in maniera permanente di rosso una delle stelline della livrea.

## Vita privata
Lauda si sposò due volte ed ebbe cinque figli.
Il primo matrimonio fu celebrato nel 1976 con Marlene Knaus, che fu particolarmente vicina al pilota durante il periodo dell'incidente del Nürburgring. La coppia ebbe due figli: Lucas (nato nel 1979) e Mathias (nato nel 1981, anch'egli pilota). Il terzogenito di Lauda, Christoph, nacque nel 1982 da una relazione extraconiugale del pilota, che poi divorziò da Marlene nel 1991.
In seconde nozze, Lauda sposò nel 2008 Birgit Wetzinger (nata nel 1979), una hostess che lavorava nella seconda compagnia aerea da lui fondata (la Fly Niki). Dalla Wetzinger, Lauda ebbe due figli nel 2009, i gemelli Max e Mia. Nel 2005 Birgit Wetzinger, all'epoca sua compagna, gli aveva donato un rene a causa di una malattia che lo aveva colpito già da molti anni, probabilmente in conseguenza dell'incidente del 1976. In precedenza, aveva già subito un altro trapianto di rene, donatogli dal fratello Florian nel 1997.
Il 2 agosto 2018 fu ricoverato presso l'Allgemeines Krankenhaus di Vienna a seguito di complicanze dovute ad una infezione polmonare, subendo un trapianto di polmone.
Dopo aver passato quasi un anno di degenza dovuta al difficile intervento e alla successiva dialisi a cui venne sottoposto, Lauda morì nella notte tra il 20 e il 21 maggio 2019, a causa di un'insufficienza renale, in una clinica di Zurigo. Dopo i funerali, celebrati il 29 maggio nel Duomo di Vienna, venne sepolto nel cimitero Heiligenstädter a Döbling, distretto a nord-ovest di Vienna in cui già riposava la madre, con indosso, come da suo desiderio, la tuta dei suoi anni in Ferrari.

## Risultati

### Formula 1
| 1971 | Scuderia | Vettura |  |  |  |  |  |  |  |     |  |  |  |  |  |  |  |  |  | Punti | Pos. |
| ---- | -------- | ------- |  |  |  |  |  |  |  | --- |  |  |  |  |  |  |  |  |  | ----- | ---- |
| 1971 | March    | 711     |  |  |  |  |  |  |  | Rit |  |  |  |  |  |  |  |  |  | 0     |      |

| 1972 | Scuderia | Vettura       |    |   |     |    |    |     |   |     |    |    |    |    |  |  |  |  |  | Punti | Pos. |
| ---- | -------- | ------------- | -- | - | --- | -- | -- | --- | - | --- | -- | -- | -- | -- |  |  |  |  |  | ----- | ---- |
| 1972 | March    | 721 721X 721G | 11 | 7 | Rit | 16 | 12 | Rit | 9 | Rit | 10 | 13 | SQ | NC |  |  |  |  |  | 0     |      |

| 1973 | Scuderia | Vettura           |     |   |     |     |   |     |    |   |    |     |     |    |     |     |     |  |  | Punti | Pos. |
| ---- | -------- | ----------------- | --- | - | --- | --- | - | --- | -- | - | -- | --- | --- | -- | --- | --- | --- |  |  | ----- | ---- |
| 1973 | BRM      | P160C P160D P160E | Rit | 8 | Rit | Rit | 5 | Rit | 13 | 9 | 12 | Rit | Rit | NP | Rit | Rit | Rit |  |  | 2     | 17º  |

| 1974 | Scuderia | Vettura   |   |     |    |   |   |     |     |   |   |   |     |     |     |     |     |  |  | Punti | Pos. |
| ---- | -------- | --------- | - | --- | -- | - | - | --- | --- | - | - | - | --- | --- | --- | --- | --- |  |  | ----- | ---- |
| 1974 | Ferrari  | 312 B3-74 | 2 | Rit | 16 | 1 | 2 | Rit | Rit | 1 | 2 | 5 | Rit | Rit | Rit | Rit | Rit |  |  | 38    | 4º   |

| 1975 | Scuderia | Vettura         |   |   |   |     |   |   |   |   |   |   |   |   |   |   |  |  |  | Punti | Pos. |
| ---- | -------- | --------------- | - | - | - | --- | - | - | - | - | - | - | - | - | - | - |  |  |  | ----- | ---- |
| 1975 | Ferrari  | 312 B3-74 312 T | 6 | 5 | 5 | Rit | 1 | 1 | 1 | 2 | 1 | 8 | 3 | 6 | 3 | 1 |  |  |  | 64,5  | 1º   |

| 1976 | Scuderia | Vettura      |   |   |   |   |   |   |   |     |   |     |     |     |   |   |   |     |  | Punti | Pos. |
| ---- | -------- | ------------ | - | - | - | - | - | - | - | --- | - | --- | --- | --- | - | - | - | --- |  | ----- | ---- |
| 1976 | Ferrari  | 312 T 312 T2 | 1 | 1 | 2 | 2 | 1 | 1 | 3 | Rit | 1 | Rit | INF | INF | 4 | 8 | 3 | Rit |  | 68    | 2º   |

| 1977 | Scuderia | Vettura |     |   |   |   |    |   |   |     |   |   |   |   |   |   |   |  |  | Punti | Pos. |
| ---- | -------- | ------- | --- | - | - | - | -- | - | - | --- | - | - | - | - | - | - | - |  |  | ----- | ---- |
| 1977 | Ferrari  | 312 T2  | Rit | 3 | 1 | 2 | NP | 2 | 2 | Rit | 5 | 2 | 1 | 2 | 1 | 2 | 4 |  |  | 72    | 1º   |

| 1978 | Scuderia | Vettura          |   |   |     |     |   |     |     |   |     |   |     |     |   |   |     |     |  | Punti | Pos. |
| ---- | -------- | ---------------- | - | - | --- | --- | - | --- | --- | - | --- | - | --- | --- | - | - | --- | --- |  | ----- | ---- |
| 1978 | Brabham  | BT45C BT46 BT46B | 2 | 3 | Rit | Rit | 2 | Rit | Rit | 1 | Rit | 2 | Rit | Rit | 3 | 1 | Rit | Rit |  | 44    | 4º   |

| 1979 | Scuderia | Vettura   |     |     |   |     |     |     |     |     |     |     |     |     |   |    |  |  |  | Punti | Pos. |
| ---- | -------- | --------- | --- | --- | - | --- | --- | --- | --- | --- | --- | --- | --- | --- | - | -- |  |  |  | ----- | ---- |
| 1979 | Brabham  | BT48 BT49 | Rit | Rit | 6 | Rit | Rit | Rit | Rit | Rit | Rit | Rit | Rit | Rit | 4 | SP |  |  |  | 4     | 14º  |

| 1982 | Scuderia | Vettura |   |     |   |  |    |     |     |     |   |   |   |    |   |   |     |     |  | Punti | Pos. |
| ---- | -------- | ------- | - | --- | - |  | -- | --- | --- | --- | - | - | - | -- | - | - | --- | --- |  | ----- | ---- |
| 1982 | McLaren  | MP4/1B  | 4 | Rit | 1 |  | SQ | Rit | Rit | Rit | 4 | 1 | 8 | NP | 5 | 3 | Rit | Rit |  | 30    | 5º   |

| 1983 | Scuderia | Vettura       |   |   |     |     |    |     |     |     |   |    |   |     |     |     |    |  |  | Punti | Pos. |
| ---- | -------- | ------------- | - | - | --- | --- | -- | --- | --- | --- | - | -- | - | --- | --- | --- | -- |  |  | ----- | ---- |
| 1983 | McLaren  | MP4/1C MP4/1E | 3 | 2 | Rit | Rit | NQ | Rit | Rit | Rit | 6 | SQ | 6 | Rit | Rit | Rit | 11 |  |  | 12    | 10º  |

| 1984 | Scuderia | Vettura |     |   |     |     |   |     |   |     |   |   |   |   |   |   |   |   |  | Punti | Pos. |
| ---- | -------- | ------- | --- | - | --- | --- | - | --- | - | --- | - | - | - | - | - | - | - | - |  | ----- | ---- |
| 1984 | McLaren  | MP4/2   | Rit | 1 | Rit | Rit | 1 | Rit | 2 | Rit | 9 | 1 | 2 | 1 | 2 | 1 | 4 | 2 |  | 72    | 1º   |

| 1985 | Scuderia | Vettura |     |     |   |     |     |     |     |     |   |     |   |     |    |  |     |     |  | Punti | Pos. |
| ---- | -------- | ------- | --- | --- | - | --- | --- | --- | --- | --- | - | --- | - | --- | -- |  | --- | --- |  | ----- | ---- |
| 1985 | McLaren  | MP4/2B  | Rit | Rit | 4 | Rit | Rit | Rit | Rit | Rit | 5 | Rit | 1 | Rit | NP |  | Rit | Rit |  | 14    | 10º  |

| Legenda | 1º posto     | 2º posto | 3º posto    | A punti         | Senza punti/Non class.  | Grassetto – Pole position Corsivo – Giro più veloce |
| Legenda | Squalificato | Ritirato | Non partito | Non qualificato | Solo prove/Terzo pilota | Grassetto – Pole position Corsivo – Giro più veloce |

### Formula 2
| Stagione | Team              | Vettura    | Motore       | 1       | 2      | 3       | 4       | 5      | 6       | 7       | 8       | 9       | 10      | 11  | 12    | 13  | 14    | Punti | Pos. |
| -------- | ----------------- | ---------- | ------------ | ------- | ------ | ------- | ------- | ------ | ------- | ------- | ------- | ------- | ------- | --- | ----- | --- | ----- | ----- | ---- |
| 1971     | March Engineering | March 712M | Cosworth FVA | HOC Rit | THR 10 | NÜR 6   | JAR 7   | PAL NQ | ROU 4   | MAN Rit | TUL Rit | ALB Rit | VAL 7   | VAL |       |     |       | 8     | 10º  |
| 1972     | March Engineering | March 722  | Ford BDA     | MAL 2   | THR 3  | HOC Rit | PAU Rit | PAL NQ | HOC Rit | ROU Rit | ÖST Rit | IMO 3   | MAN Rit | PER | SAL 6 | ALB | HOC 9 | 25    | 5º   |

### BMW M1 Procar
(legenda) (Le gare in grassetto indicano la pole) (Le gare in corsivo indicano il giro veloce)
| Anno | Squadra        | 1   | 2   | 3   | 4   | 5   | 6   | 7   | 8   | Punti | Pos. |
| ---- | -------------- | --- | --- | --- | --- | --- | --- | --- | --- | ----- | ---- |
| 1979 | BMW Motorsport | ZOL | MON | DIG | SIL | HOC | ÖST | ZAN | MNZ | 78    | 1º   |
| 1979 | BMW Motorsport | Rit | 1   | 8   | 1   | 1   | Rit | Rit | 2   | 78    | 1º   |

## Riconoscimenti
- BRDC International Trophy: 1975
- Sportivo austriaco dell'anno: 1977
- BBC Personality World Sport Star of the Year: 1977[58]
- International Racing Driver Award: 1984
- Inserito nella International Motorsports Hall of Fame: 1993[59]
- Premio MARCA Leyenda: 2000[60]
- Premio alla carriera ai Laureus World Sports Awards: 2016[61]
- Inserito nella FIA Hall of Fame: 2017[62]
- Personalità dell'anno FIA: 2019[63]

## Niki Lauda nella cultura di massa

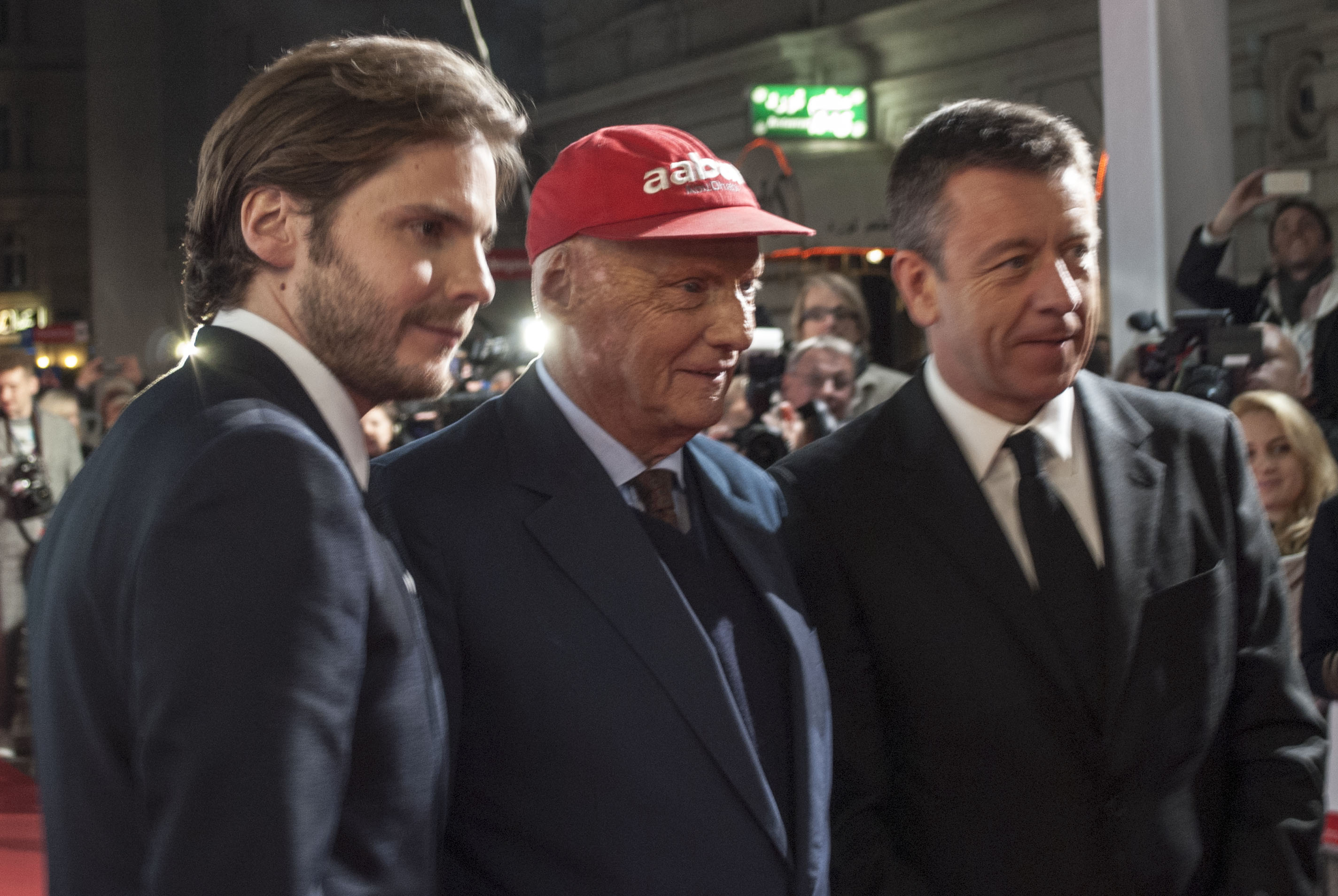
Lauda (al centro) nel 2013 assieme all'attore Daniel Brühl (a sinistra), suo interprete nella pellicola Rush.

A Lauda era stata dedicata, dal 1997 al 2013, la sesta curva del tracciato austriaco dell'A1-Ring a Spielberg bei Knittelfeld; dal 2014, dopo la ristrutturazione del circuito che ha dato vita al nuovo Red Bull Ring, tale svolta venne tuttavia rinominata per ragioni di sponsorizzazione. Ciò nonostante in occasione del Gran Premio d'Austria 2019, il primo disputato dopo la morte di Lauda, a lui è stata nuovamente intitolata, stavolta, la prima curva del tracciato.
In ambito cinematografico, il film Rush del 2013, diretto da Ron Howard, racconta l'accesa rivalità sportiva fra Lauda e l'inglese James Hunt, incentrandosi in particolare sulla fatidica stagione 1976 di Formula 1; Lauda è interpretato dall'attore tedesco Daniel Brühl. Sempre sul grande schermo, Lauda ha partecipato in un cameo alla pellicola Svitati del 1999, diretta da Ezio Greggio, nel ruolo di se stesso alla guida di un taxi. Viene inoltre citato nei film Il signor Robinson, mostruosa storia d'amore e d'avventure di Sergio Corbucci (1976), Io tigro, tu tigri, egli tigra di Renato Pozzetto e Giorgio Capitani (1978), Sono fotogenico di Dino Risi (1980), Notte prima degli esami di Fausto Brizzi (2006) e Piedone l'africano di Steno (1978).
In televisione, Lauda compare come personaggio nella miniserie Senna del 2024, in cui è interpretato dall'attore tedesco Johannes Heinrichs. Specificamente nella televisione italiana, Lauda ha partecipato a due serie di sketch della rubrica pubblicitaria Carosello: dal 1971 al 1975 ha pubblicizzato, con Raffaella Carrà, Enzo Paolo Turchi e Clay Regazzoni la benzina, l'olio Sint 2000 e le stazioni di Servizio Big Bon dell'Agip; nel 1976 uno yogurt della Parmalat.
Per quanto concerne le serie anime, viene citato nell'episodio Il Gran Premio di Monte Carlo de Le nuove avventure di Lupin III, mentre palese omaggio a Lauda è rappresentato dal personaggio di Nick Lans, tra i protagonisti di Grand Prix e il campionissimo, anch'egli sfigurato da un incidente alle corse. Tra i fumetti, il personaggio di Niki Bagnacauda è presente nella storia Disney Zio Paperone e l'avventura in Formula 1 (1984); in un'altra storia appare come Kili Kauda, accanto a (Emerson) Fritticaldi.
In ambito musicale, infine, viene citato nelle canzoni Nuntereggae più (1978) del cantautore italiano Rino Gaetano e in Mama Laudaaa (2018) del disc jockey tedesco Almklausi.